# It's Summer
"It's Summer" is een single van The Temptations, een Amerikaanse soul- en R&B-groep. Het nummer was sinds "Farewell My Love" uit 1963 de eerste single van de groep die niet de top 40 wist te bereiken. Daarnaast behaalde het slechts de #29 notering op de R&B-lijst. Hierdoor was het een van de minst succesvolle singles van The Temptations die wél wisten de poplijst te bereiken.
De originele versie van "It's Summer" was afkomstig van het album "Psychedelic Shack" en werd gebruikt als de B-kant van "Ball Of Confusion (That's What The World Is Today)". Op deze versie was het Melvin Franklin die lead zong. In 1971 werd het nummer echter opnieuw opgenomen, omdat The Temptations een nieuwe single nodig hadden. In eerste instantie zou het nummer "Smiling Faces Sometimes", wat later een hit voor The Undisputed Truth zou worden, gebruikt worden als opvolger van "Just My Imagination (Running Away With Me)". Dit was echter niet mogelijk, omdat rond die tijd Eddie Kendricks de groep verlaten had en hij degene was die lead zong op "Smiling Faces Sometimes". Hiermee was de single de eerste van The Temptations zonder Eddie Kendricks en ook de enige waar maar vier Temptations op zingen. Op de nieuwe versie van "It's Summer" was het overigens niet alleen Melvin Franklin die lead zingt, maar samen met hem Otis Williams en Dennis Edwards. Het was de laatste single waarop Paul Williams te horen is.
Het nummer in kwestie is net als diens voorganger, "Just My Imagination (Running Away With Me)", een ballad. De B-kant van "It's Summer" is "I'm The Exception To The Rule". Dit was een cover van het nummer van een andere Motown groep, The Velvelettes.

## Bezetting
- Lead: Otis Williams, Dennis Edwards en Melvin Franklin
- Achtergrond: Paul Williams, Melvin Franklin, Dennis Edwards en Otis Williams
- Instrumentatie: The Funk Brothers en The Detroit Symphony Orchestra
- Schrijvers: Norman Whitfield en Barrett Strong
- Productie: Norman Whitfield